# Background CSS
La propietat background és una de les "propietats shorthand" que defineix CSS i que s'utilitzen per a establir de forma abreujada el valor d'una o més propietats individuals.En concret, background permet establir simultàniament les cinc propietats relacionades amb el color i imatge de fons de cada element.
Gràcies a la propietat background es pot establir de forma directa el color de fons (background-color), la imatge de fons (background-image), la seva posició (background-position), si la imatge és fixa o no (background-attachment) i/o si la imatge es repeteix o no (background-repeat). Pots consultar la documentació de cada propietat individual per a accedir als seus exemples d'ús.

## Background-Color
La propietat background-color estableix el color del fons d'un element.
El valor del color es pot especificar de diferent formes:
- Un nom d'un color, per exemple: "red"
- Un valor HEX, per exemple: "#ff0000"
- Un valor RGB, per exemple: "rgb(255,0,0)"

```
body
 
{

 
background-color
:
 
red
;

}

h1
 
{

 
background-color
:
 
#ff0000
;

}

div
 
{

 
background-color
:
 
rgb
(
255
,
0
,
0
);

}

```

## Background-Image
La propietat background-image estableix la imatge definida de fons d'un element.
```
body
 
{

 
background-image
:
 
url
(
"exempre.png"
);

}

div
 
{

 
background-image
:
 
url
(
"http://www.exempre.com/exempre.png"
);

}

```

Aquest atribut s'usa per a especificar-li a la imatge que hem usat de fons si volem o no que es repeteixi i, en cas afirmatiu, indicar-li de quina manera volem que es repeteixi.
Si volem que la imatge es repeteixi en vertical i horitzontal utilitzarem l'atribut “repeat”, si volem que la imatge es repeteixi només en horitzontal usarem “repeat-x”. I usarem “repeat-y” perquè es repeteixi la imatge només en vertical. Si volem que no es repeteixi li ho indicarem amb “no-repeat”.
```
body
 
{

 
background-image
:
 
url
(
"exempre.png"
);

 
background-repeat
:
 
repeat
;

}

body
 
{

 
background-image
:
 
url
(
"exempre2.png"
);

 
background-repeat
:
 
repeat-x
;

}

body
 
{

 
background-image
:
 
url
(
"exempre3.png"
);

 
background-repeat
:
 
repeat-y
;

}

body
 
{

 
background-image
:
 
url
(
"exempre4.png"
);

 
background-repeat
:
 
no-repeat
;

}

```